# Mã Khúc
Mã Khúc (chữ Hán phồn thể: 瑪曲縣, chữ Hán giản thể: 玛曲县, âm Hán Việt: Mã Khúc huyện) là một huyện thuộc châu tự trị dân tộc Tạng Cam Nam, tỉnh Cam Túc, Cộng hòa Nhân dân Trung Hoa. Huyện này có diện tích 10.190 ki-lô-mét vuông, dân số năm 2004 là 40.000 người. Dân tộc Tạng là dân tộc chủ yếu sinh sống ở đây. Mã số bưu chính của Mã Khúc là 747300. Chính quyền huyện đóng ở trấn Ni Mã. Về mặt hành chính, huyện Mã Khúc được chia thành 1 trấn, 7 hương: Âu Lạp, Âu Lạp Tú Mã, A Vạn Thương, Mộc Tây Hợp, Tề Cáp Mã, Thái Nhật Mã và Mạn Nhĩ Mã.

## Khí hậu
| Dữ liệu khí hậu của Mã Khúc              | Dữ liệu khí hậu của Mã Khúc | Dữ liệu khí hậu của Mã Khúc | Dữ liệu khí hậu của Mã Khúc | Dữ liệu khí hậu của Mã Khúc | Dữ liệu khí hậu của Mã Khúc | Dữ liệu khí hậu của Mã Khúc | Dữ liệu khí hậu của Mã Khúc | Dữ liệu khí hậu của Mã Khúc | Dữ liệu khí hậu của Mã Khúc | Dữ liệu khí hậu của Mã Khúc | Dữ liệu khí hậu của Mã Khúc | Dữ liệu khí hậu của Mã Khúc | Dữ liệu khí hậu của Mã Khúc |
| Tháng                                    | 1                           | 2                           | 3                           | 4                           | 5                           | 6                           | 7                           | 8                           | 9                           | 10                          | 11                          | 12                          | Năm                         |
| ---------------------------------------- | --------------------------- | --------------------------- | --------------------------- | --------------------------- | --------------------------- | --------------------------- | --------------------------- | --------------------------- | --------------------------- | --------------------------- | --------------------------- | --------------------------- | --------------------------- |
| Cao kỉ lục °C (°F)                       | 14.5 (58.1)                 | 14.8 (58.6)                 | 18.4 (65.1)                 | 23.6 (74.5)                 | 22.4 (72.3)                 | 23.4 (74.1)                 | 25.1 (77.2)                 | 24.7 (76.5)                 | 23.5 (74.3)                 | 19.8 (67.6)                 | 15.0 (59.0)                 | 13.6 (56.5)                 | 25.1 (77.2)                 |
| Trung bình ngày tối đa °C (°F)           | 0.5 (32.9)                  | 3.2 (37.8)                  | 6.4 (43.5)                  | 10.3 (50.5)                 | 13.0 (55.4)                 | 15.2 (59.4)                 | 17.6 (63.7)                 | 17.5 (63.5)                 | 14.3 (57.7)                 | 9.5 (49.1)                  | 5.3 (41.5)                  | 1.5 (34.7)                  | 9.5 (49.1)                  |
| Trung bình ngày °C (°F)                  | −8.3 (17.1)                 | −5.3 (22.5)                 | −1.3 (29.7)                 | 3.0 (37.4)                  | 6.4 (43.5)                  | 9.7 (49.5)                  | 11.8 (53.2)                 | 11.3 (52.3)                 | 8.0 (46.4)                  | 2.7 (36.9)                  | −2.9 (26.8)                 | −7.2 (19.0)                 | 2.3 (36.2)                  |
| Tối thiểu trung bình ngày °C (°F)        | −15.4 (4.3)                 | −12.2 (10.0)                | −7.2 (19.0)                 | −2.7 (27.1)                 | 1.1 (34.0)                  | 4.9 (40.8)                  | 6.8 (44.2)                  | 6.2 (43.2)                  | 3.4 (38.1)                  | −2.0 (28.4)                 | −8.8 (16.2)                 | −14.1 (6.6)                 | −3.3 (26.0)                 |
| Thấp kỉ lục °C (°F)                      | −28.0 (−18.4)               | −27.3 (−17.1)               | −20.9 (−5.6)                | −13.6 (7.5)                 | −8.9 (16.0)                 | −3.4 (25.9)                 | −2.7 (27.1)                 | −4.0 (24.8)                 | −7.0 (19.4)                 | −12.9 (8.8)                 | −22.4 (−8.3)                | −26.8 (−16.2)               | −28.0 (−18.4)               |
| Lượng Giáng thủy trung bình mm (inches)  | 5.8 (0.23)                  | 6.3 (0.25)                  | 15.2 (0.60)                 | 29.0 (1.14)                 | 71.8 (2.83)                 | 101.0 (3.98)                | 126.0 (4.96)                | 116.9 (4.60)                | 88.1 (3.47)                 | 43.7 (1.72)                 | 6.7 (0.26)                  | 1.8 (0.07)                  | 612.3 (24.11)               |
| Số ngày giáng thủy trung bình (≥ 0.1 mm) | 4.9                         | 5.3                         | 9.6                         | 12.3                        | 17.8                        | 19.8                        | 19.3                        | 17.9                        | 18.5                        | 14.5                        | 4.1                         | 2.6                         | 146.6                       |
| Số ngày tuyết rơi trung bình             | 6.5                         | 7.4                         | 12.9                        | 12.6                        | 7.7                         | 1.3                         | 0.2                         | 0.1                         | 2.0                         | 10.3                        | 6.0                         | 4.2                         | 71.2                        |
| Độ ẩm tương đối trung bình (%)           | 45                          | 46                          | 52                          | 58                          | 66                          | 71                          | 74                          | 75                          | 76                          | 70                          | 55                          | 46                          | 61                          |
| Số giờ nắng trung bình tháng             | 229.4                       | 207.9                       | 228.5                       | 230.1                       | 219.3                       | 186.9                       | 217.6                       | 219.9                       | 173.7                       | 195.8                       | 229.1                       | 234.1                       | 2.572,3                     |
| Phần trăm nắng có thể                    | 72                          | 67                          | 61                          | 59                          | 51                          | 43                          | 50                          | 54                          | 48                          | 57                          | 74                          | 77                          | 59                          |
| Nguồn: Cục Khí tượng Trung Quốc          |                             |                             |                             |                             |                             |                             |                             |                             |                             |                             |                             |                             |                             |